# Allen Wardner
Allen Wardner (* 13. Dezember 1786 in Alstead, New Hampshire; † 29. August 1877 in Windsor, Vermont) war ein US-amerikanischer Bankier und Politiker, der von 1837 bis 1838 State Treasurer von Vermont war. Sein Schwiegersohn war der Attorney General, Außenminister der Vereinigten Staaten und Senator William M. Evarts.

## Leben
Allen Wardner wurde in Alstead, New Hampshire geboren. Im Jahr 1800 zog seine Familie nach Windsor, Vermont und Wardner machte eine Ausbildung als Verkäufer und Kaufmann.
Es wird vermutet, dass er die United States Military Academy im Jahre 1809 besucht habe, aber es gibt dafür keine Aufzeichnungen. Eine mögliche Erklärung ist, dass er an Kursen mit einem Tutor zur Vorbereitung für die Aufnahmeprüfung teilgenommen hat, aber ohne die Prüfung abzulegen. Ob er West Point besuchte, oder an anderer Stelle ausgebildet wurde, ist unklar, doch er kehrte im Jahr 1809 oder 1810 nach Vermont zurück und startete seine berufliche Laufbahn.
Im Jahr 1810 trat Wardner der Jefferson-Artillerie, einer Abteilung der Miliz von Windsor bei. Die Einheit bestand aus Mitgliedern der Demokratisch-Republikanischen Partei, im Vorgriff auf den Britisch-Amerikanischen Krieg von 1812. Im Jahre 1825 nahm die Jefferson-Artillerie an der Parade und den Empfang für La Fayette teil, während dessen Aufenthalts in Woodstock, Vermont als Teil seiner Tour durch die Vereinigten Staaten. Wardner diente mehrere Jahre in der Einheit und erreichte den Rang eines Captains.
Abseits des Militärdienstes betrieb Wardner ein erfolgreiches Geschäft, zunächst als Juniorpartner von Isaac Grün und später als Seniorpartner seines Bruders Schubael Wardner. Er wurde auch als Bankier tätig und gehörte dem Board of Directors der Windsor Bank an, zudem war er Präsident der Ascutney Bank.
Neben seinen Handels- und Bankinteressen war Wardner an mehreren anderen Projekten beteiligt. Zu diesen gehörte die Konstruktion des Ascutney Mill Dams, um Wasserkraft für die Fabriken und Werke in Windsor zu erzeugen, Wollmühlen und auch am Bau und Betrieb der Cornish–Windsor Covered Bridge zwischen Windsor und Cornish, New Hampshire, war er beteiligt. Wardner gehörte im Jahr 1835 zu den Gründern der Central Vermont Railway.

## Politische Karriere
Als Mitglied der Anti-Masonic Party war Wardner von 1831 bis 1834 Abgeordneter im Repräsentantenhaus von Vermont. Im Jahr 1832 wurde Wardner in den Ausschuss, der den Bau des zweiten Vermont State House beaufsichtigte, ernannt. In den 1830er Jahren war er zudem Mitglied des Ausschusses, der die Bedingungen am Vermonter State Prison in Windsor überwachte und diente als einer der staatlichen Kommissionsmitglieder des „Deaf & Dumb“, welches dafür verantwortlich war, dass Menschen mit körperlichen oder geistigen Behinderungen die nötigen Hilfen auf Staatskosten erhielten. Von 1834 bis 1835 war Wardner Mitglied des Governors Council von Vermont.
Bei der Wahl im Jahr 1837 erhielt der amtierende Treasurer Augustine Clarke zwar die meisten Stimmen, jedoch erreichte er nicht die in der Vermonter Verfassung geforderte Mehrheit von 50 % und einer Stimme. In einem solchen Fall erfolgt eine Abstimmung der Vermont General Assembly über die Wahl. Da die Legislative jedoch politisch zersplittert war, kam auch hier keine Mehrheit für einen Kandidaten zustande, Wardner von Gouverneur Silas H. Jennison zum Treasurer ernannt, um bis zur nächsten Wahl die entstandene Lücke zu füllen.
Nach dem Ende der Anti-Masonic Party trat er zunächst der Whig Party und direkt mit Gründung der National Republican Party in den 1850er Jahren bei. In den 1850er Jahren war Wardner aktives Mitglied der American Colonization Society, welche sich gegen die Sklaverei stellte.

## Familie
Wardner heiratete im Jahr 1814 Minerva Bingham. Das Paar hatte 12 Kinder, von denen sieben das Erwachsenenalter erreichten. Ihre Tochter Helen heiratete den späteren Außenminister der Vereinigten Staaten William M. Evarts. Minerva Bingham Wardner starb im Jahr 1841. Nach ihrem Tod zog sich Wardner aus dem Management seiner Unternehmungen zurück, übergab die Geschäfte an einen seiner Söhne und ging in den späten 1840er Jahren in Rente.
Wardner starb in Windsor am 29. August 1877. Sein Grab befindet sich auf dem Old South Church Cemetery in Windsor.